# ناصر (مركز)
مركز ناصر، مركز إداري مصري. يقع في محافظة بني سويف الواقعة في جمهورية مصر العربية. القاعدة الإدارية للمركز هي مدينة ناصر.